# Mil Mi-X1
Der Mil Mi-X1 ist ein projektierter Hochgeschwindigkeitshubschrauber. Der Helikopter gehört zum gleichen Programm wie sein Konkurrent Kamow Ka-92, das eine neue Generation von Hubschraubern der Mittelklasse mit einer Reisegeschwindigkeit von etwa 500 km/h schaffen sollte. Sein vorläufiger Entwurf und erste Spezifikationen wurden auf der Ausstellung HeliRussia 2009 in der Nähe von Moskau vorgestellt. Der Entwurf konkurriert um ein 1,3-Milliarden-US-Dollar-Projekt der russischen Regierung; Kamow war der andere Konkurrent.

## Geschichte
Der Mi-X1 soll ein Startgewicht von nur 10 Tonnen haben, 25 Passagieren Platz bieten und 1500 km weit fliegen. Er verfügt über einen Hauptrotor und einen am Heck montierten Schubrotor. Der einzige Hauptrotor des Hubschraubers bedeutet, dass er, um mit hohen Geschwindigkeiten fliegen zu können, den Rückzugsstromabriss (Retracting Blade Stall, RBS) überwinden muss. Dieses Phänomen tritt bei Fluggeschwindigkeiten von etwa 300 km/h auf und führt zu Vibrationen, die letztendlich zur Zerstörung des Rotors führen können. Mils Lösung zur Bekämpfung des RBS-Ausbruchs besteht darin, den Rotor mit Hilfe des proprietären Stall Local Elimination System (SLES) zu entlasten. Laut Mil-Chefkonstrukteur Nikolai Pawlenko haben die Entwickler bereits zugestimmt, das Problem des SLES am russischen ZAGI Zentrales Aerohydrodynamisches Institut zu testen.
Der Hersteller geht davon aus, dass der Mi-X1 eine Geschwindigkeit von 450–500 km/h erreicht. Nach den aktualisierten Informationen, die auf der HeliRussia 2009 veröffentlicht wurden, wird der Hubschrauber eine Reisegeschwindigkeit von 475 km/h und eine Höchstgeschwindigkeit von 495 bis 520 km/h erreichen. Möglich wird dies durch den Einsatz eines Schubpropellers und einer Reihe aerodynamischer Verbesserungen, darunter ein einziehbares Fahrwerk und stromlinienförmige vordere und hintere Rumpfabschnitte.
Der Mi-X1 wird möglicherweise von zwei verbesserten Klimow WK-2500-Turbowellentriebwerken oder zwei Klimow WK-3000 angetrieben, die sich derzeit in der Entwicklung befinden. Ähnliche Motoren sind in den Kampfhubschraubern Mil Mi-28 und Kamow Ka-50 verbaut.
Die Entwicklung des Mi-X1 und des Ka-92 wurde 2015 aufgrund geringerer staatlicher Mittel und hoher Betriebskosten vom Ministerium für Industrie und Handel zum Verteidigungsministerium verlagert. Ein General der russischen Luftwaffe erwartete den Erstflug des Prototyps zum Jahr 2018 und den Produktionsbeginn für das Jahr 2022. Russland startete 2015 ein einsitziges „fliegendes Labor“ auf Basis der Mil Mi-24, die Mil Mi-PSW, die eine Geschwindigkeit von 400 Kilometern pro Stunde erreichte.
Bisher ist noch kein Prototyp gebaut worden.
Nachdem 2019 Mil die Ausschreibung gewonnen hatte, fusionierten Mil und Kamow zu Russian Helicopters.